# Agonum sybariticum
Agonum sybariticum är en skalbaggsart som beskrevs av Thomas Casey. Agonum sybariticum ingår i släktet Agonum och familjen jordlöpare. Inga underarter finns listade i Catalogue of Life.